# Shipton Ridge
Shipton Ridge är en bergstopp i Antarktis. Den ligger i Östantarktis. Australien gör anspråk på området. Toppen på Shipton Ridge är 1 795 meter över havet.
Terrängen runt Shipton Ridge är kuperad åt sydväst, men åt nordost är den platt. Trakten är glest befolkad. Närmaste befolkade plats är Odell Glacier Station, 3,5 kilometer nordost om Shipton Ridge. 